# Depresión central catalana
| Pirineo Prepirineo Depresión central catalana Pequeñas estribaciones en la depresión central | Cordillera Transversal Cordillera Prelitoral Cordillera Litoral Depresiones litoral y prelitoral y otras llanuras costeras |

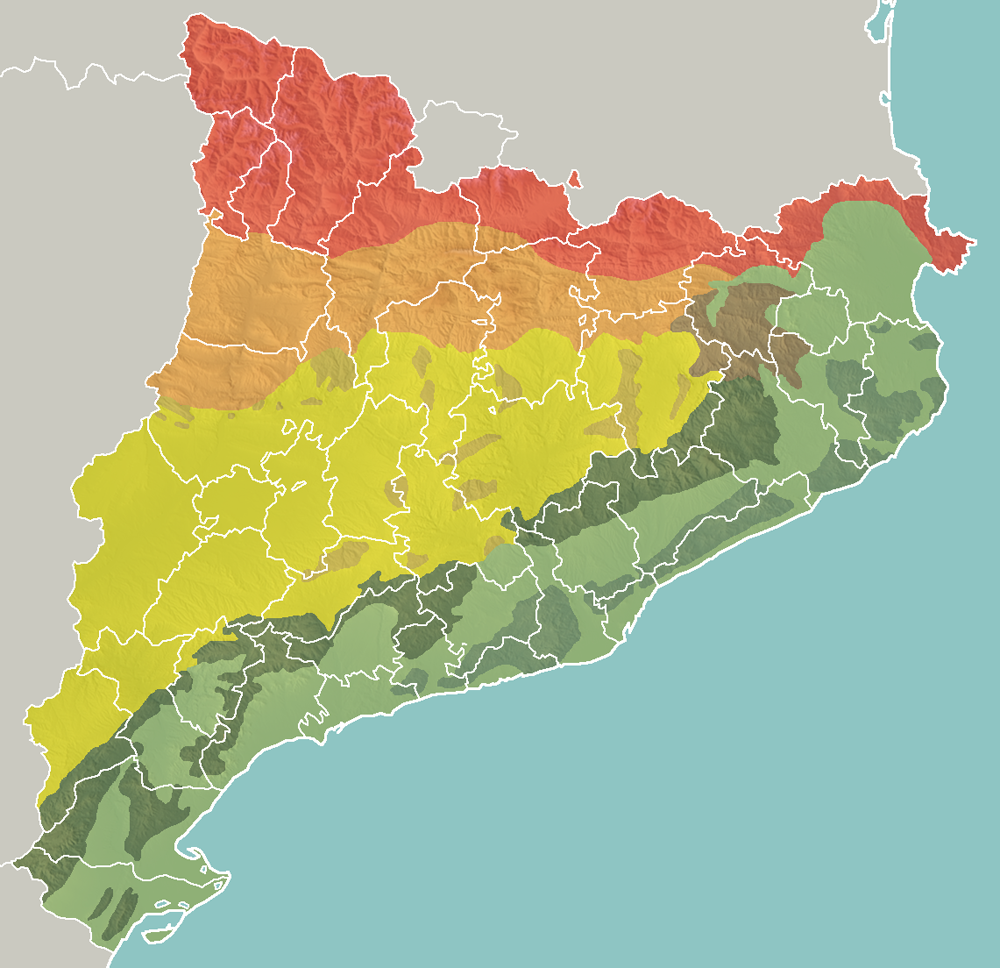
Unidades morfoestructurales de Cataluña:

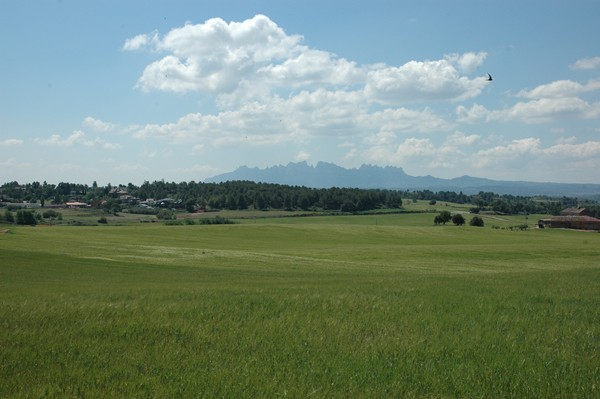
La llanura de Bages es una zona muy representativa de la depresión central catalana.

La depresión central catalana o simplemente depresión central es el nombre que recibe el sector catalán de la depresión del Ebro. Tiene una forma triangular y limita por el norte con los Prepirineos, al este con la cordillera Transversal y por la vertiente sureste con las formaciones de la cordillera Prelitoral. Desde un punto de vista físico, consiste en una sucesión de mesetas de entre 800 y 1.000 metros que van perdiendo altura (hasta los 100 metros) hacia el oeste hasta llegar a la depresión del Ebro. Limitando estas alturas, se extienden cuencas de erosión que han ido excavando los ríos al encontrarse materiales blandos como arcillas y margas (el Pla de Bages o la Cuenca de Barberá).
Los límites de la depresión central catalana varían según si los consideramos desde el punto de vista del relieve o de su génesis, ya que algunos macizos como Montserrat y San Lorenzo del Munt, geográficamente situados en la cordillera Prelitoral, están compuestos de materiales formados a la vez que los de la depresión central con la que limitan, depositados sobre las rocas más antiguas de las cordilleras Costero-Catalanas.

## Formación y principales materiales
La depresión central catalana está constituida por materiales del Terciario , que se depositaron en el gran golfo marino (y posteriormente lago) que delimitaba el macizo pirenaico y el macizo catalano-balear. De esta fase de sedimentación marina encontramos areniscas, calizas y margas gris-azuladas (estas dos últimas allá donde la sedimentación es más tranquila) y conglomerados (en los grandes conos de deyección de los ríos pirenaicos y catalano-baleares). La evaporación produjo la concentración de sales (sódicas, potásicas y yesos).

## Erosión
Los materiales que conforman esta unidad de relieve sufren una leve erosión debido a haberse formado con posterioridad a la orogenia alpina. Esto hace que, junto con la alternancia de margas, arcillas, areniscas, calizas y conglomerados, su paisaje se dibuje como un tipo de relieve disimétrico en cuesta, donde las capas más duras, desguarnecidas total o parcialmente de las más blandas por la erosión, se convierten en extensas llanuras de pendiente suave inclinadas por un lado (hacia el Ebro), mientras que por el lado opuesto a la inclinación, la capa dura finaliza en un abrupto escalón, de pendiente acusada e incluso, en ocasiones, escarpada (Plana de Vich, Cuenca de Ódena o Segarra).